# Karl Alscher
Karl Alscher, avstrijski general, * 15. november 1860, † 30. avgust 1918.

## Življenjepis
Ob izbruhu prve svetovne vojne je bil poveljnik 98. pehotnega polka.

## Pregled vojaške kariere
Napredovanja
- naslovni generalmajor: 13. maj 1917
- stalni generalmajor: 11. avgust 1917 (retroaktivno z 1. majem 1917)